# Кравцов, Анатолий Евстафьевич
Анатолий Евстафьевич Кравцов (27 июля 1907 — 1 мая 1984) — советский военачальник, генерал-майор, участник Великой Отечественной войны.

## Биография
Анатолий Евстафьевич Кравцов родился 27 июля 1907 года в городе Харькове. Работал слесарем, лебёдчиком на промышленных предприятиях в родном городе. 
В сентябре 1925 года был призван на службу в Рабоче-Крестьянскую Красную Армию. В 1929 году окончил Севастопольскую школу зенитной артиллерии, после чего служил на командных должностях в различных войсковых частях. В 1936 году окончил Военную артиллерийскую академию имени Ф. Э. Дзержинского. 
С конца июля 1940 года командовал 176-м зенитно-артиллерийским полком 1-го корпуса ПВО Москвы. В этой должности встретил начало Великой Отечественной войны.
Полк Кравцова активно участвовал в битве за Москву, прикрывая северо-западный сектор её обороны. После усиления полка Кравцов был назначен командующим противотанковой и противовоздушной обороны сектора, одновременно занимался формированием новых частей. В июне-июле 1943 года командовал 51-й зенитно-артиллерийской дивизией ПВО, которая была сформирована на базе его полка. С июля 1943 года командовал Архангельским дивизионным районом ПВО. Обеспечивал противовоздушную оборону Архангельска, Молотовска, арктических караванов союзников, Беломорской военной флотилии, железнодорожных коммуникаций. С ноября 1944 года командовал 10-м корпусом ПВО. Участвовал в освобождении Польши.
После окончания войны продолжал службу в Советской Армии. С июня 1953 года был начальником радиотехнического факультета Киевского высшего инженерного радиотехнического училища ПВО. В 1956 году был назначен заместителем командующего артиллерией Киевской армии ПВО, а в ноябре 1958 года стал заместителем начальника войск ПВО Киевского военного округа. 
В ноябре 1962 года в звании генерал-майора артиллерии Кравцов был уволен в запас. Проживал в Киеве. 
Умер 1 мая 1984 года.

## Награды
- Орден Ленина (19 ноября 1951 года);
- 4 ордена Красного Знамени (3 мая 1944 года, 11 июня 1945 года, 6 мая 1946 года, 30 декабря 1956 года);
- 2 ордена Красной Звезды (28 октября 1941 года, 3 ноября 1944 года);
- Медаль «За оборону Москвы» и другие медали.